# Гочашвили, Бесарион
Бесарион Гочашвили (груз. ბესარიონ გუჩაშვილი, род.6 февраля 1983) — грузинский борец вольного стиля, призёр чемпионатов Европы.

## Биография
Родился в 1983 году в Тбилиси. В 2000 году стал серебряным призёром первенства Европы среди кадетов. В 2001 году завоевал серебряную медаль первенства мира среди юниоров. В 2002 году стал серебряным призёром первенства Европы среди юниоров.
В 2005 году завоевал бронзовую медаль чемпионата Европы. В 2008 году принял участие в Олимпийских играх в Пекине и занял там 8-е место. В 2009 и 2012 годах становился серебряным призёром чемпионата Европы.